# Thomas Audley, 1. Baron Audley of Walden

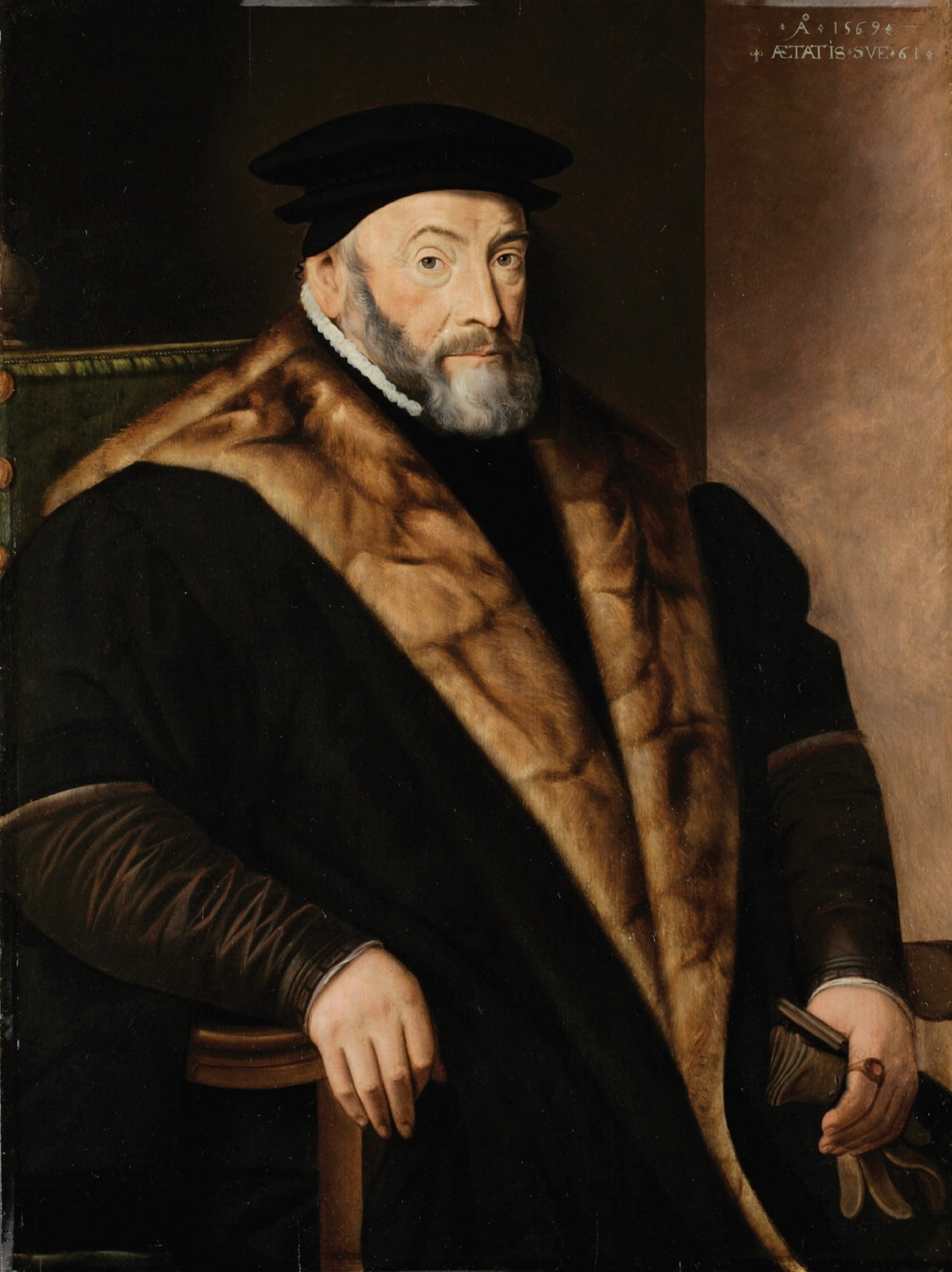
Posthumes Bildnis von Thomas Audley, 1. Baron Audley of Walden (1569)

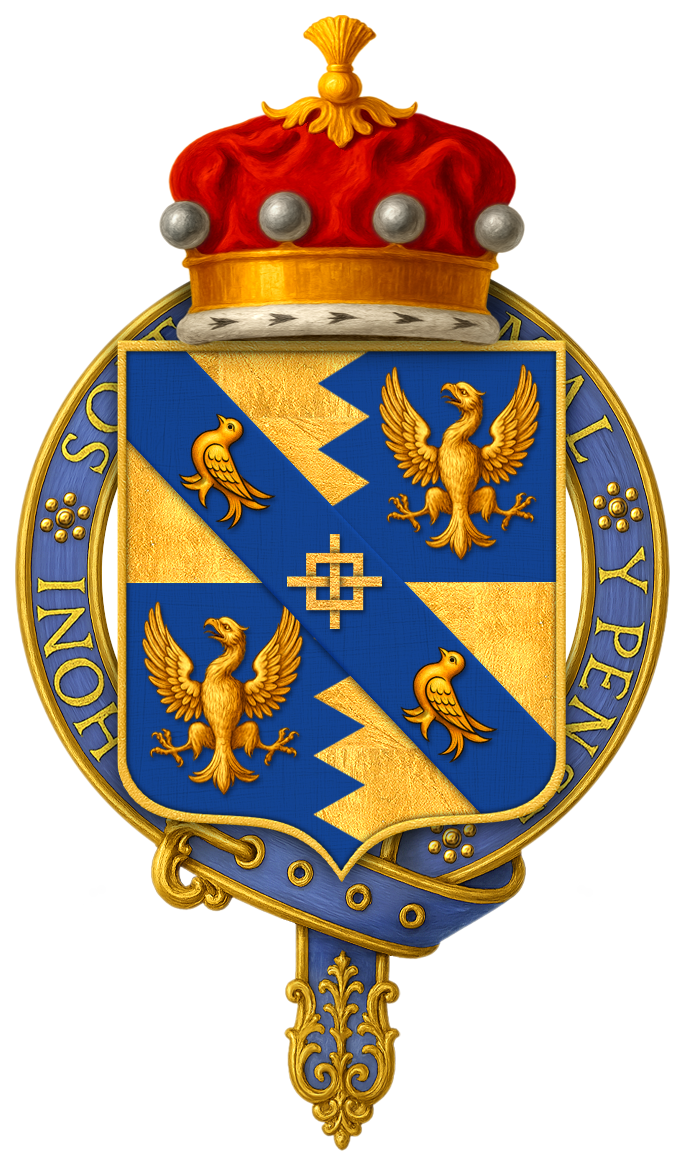
Wappen des Thomas Audley, 1. Baron Audley of Walden

Thomas Audley, 1. Baron Audley of Walden, KG, PC, KS (* um 1488 in Earls Colne, Essex; † 30. April 1544 in Saffron Walden, England) war ein englischer Barrister und Richter, sowie von 1533 bis 1544 Lordkanzler von England.

## Frühe Jahre
Thomas Audley wurde als Sohn von Geoffrey Audley in Hay House in Earls Colne, Essex, geboren und studierte vermutlich am Buckingham College der Universität Cambridge, heute bekannt als Magdalene College. Er durchlief ab 1510 eine juristische Ausbildung am Inner Temple und wurde 1526 als Barrister zugelassen. 1514 wurde er zum Stadtschreiber von Colchester und im November 1520 zum Friedensrichter von Essex ernannt.

## Karriere im Parlament
Ab 1523 wurde Audley mehrmals als Knight of the Shire für Essex ins House of Commons des englischen Parlaments gewählt. 1527 wurde er zum Groom of the Chamber ernannt und wurde Mitglied des Haushalts von Kardinal Wolsey. Nach dessen Sturz 1529 wurde er zum Speaker of the House of Commons ernannt und saß in diesem dem sogenannten Reformation Parliament vor, dass die päpstliche Rechtsprechung abschaffte. Im gleichen Jahr führte er eine Delegation aus dem Unterhaus bei König Heinrich VIII. an, um sich über Bischof Fishers Rede gegen ihr Vorgehen zu beschweren. Gegenüber dem Parlament legte er Heinrichs „moralische Bedenken“ bezüglich seiner Heirat mit Katharina von Aragon aus und bereitete den Act of Supremacy im Namen des Königs vor.
1531 wurde er zum Serjeant-at-law und King’s serjeant (KS) ernannt. Am 20. Mai 1532 wurde Audley zum Knight Bachelor geschlagen und folgte Sir Thomas More als Lord Keeper of the Great Seal. Am 26. Januar 1533 wurde er zum Lordkanzler ernannt. Thomas Audley unterstützte die Scheidung des Königs von Katharina von Aragon sowie dessen Heirat mit Anne Boleyn und saß den Prozessen gegen Fisher und More 1535 vor, wobei sein Verhalten und seine Intention, eine Verurteilung zu erreichen, von einigen kritisiert wurde. Im darauffolgenden Jahr nahm er am Prozess Anne Boleyns und ihrer "Liebhaber" teil, die wegen Hochverrat und Ehebruch angeklagt waren. Audley war Augenzeuge der Hinrichtung Anne Boleyns und empfahl dem Parlament die neue Sukzessionsakte, die die Nachkommen des Königs mit Jane Seymour legitimierten.
1537 verurteilte er die Rebellen der Pilgrimage of Grace als Verräter zum Tode. Am 29. November 1538 wurde er als Baron Audley of Walden zum erblichen Peer erhoben und wurde dadurch Mitglied des House of Lords, wenig später hatte er als Lord Steward den Vorsitz bei den Verhandlungen von Henry Pole, 1. Baron Montagu und Henry Courtenay, 1. Marquess of Exeter. Ab 1539 sorgte er durch die Verabschiedung der Six Articles für die Grundsätze der anglikanischen Kirche.

## Sonstiges
Am 24. April 1540 wurde Thomas Audley als Knight Companion in den Hosenbandorden aufgenommen und sorgte in der Folge für den Act of Attainder von Thomas Cromwell, 1. Earl of Essex, sowie für die Auflösung der Ehe Heinrichs VIII. mit Anna von Kleve, obwohl er zuvor ein Verbündeter Cromwells gewesen war.
Nach der Auflösung der englischen Klöster erhielt Audley einige klösterliche Güter, unter anderem Holy Trinity Priory in Aldgate, London, und die Abtei von Walden, Essex, wo sein Enkel Thomas Howard, 1. Earl of Suffolk Audley End errichten ließ, was zweifellos nach ihm benannt wurde. 1542 stellte er das Buckingham College in Cambridge wieder her und finanzierte es unter dem neuen Namen College of St Mary Magdalene (üblicherweise als Magdalene College bekannt). Das Wappen Thomas Audleys fungiert als Wappen des College.
Das Booke of Orders for the Warre both by Sea and Land soll von ihm verfasst worden sein.

## Tod und Bestattung
Thomas Audley legte das Great Seal am 21. April 1544 nieder und starb kurze Zeit darauf, am 30. April. Er wurde in Saffron Walden bestattet, wo er ein prachtvolles Grab für sich hatte anlegen lassen. Da er ohne männlichen Erben verstarb, erlosch sein Adelstitel. Seine ältere Töchter Margaret heiratete in zweiter Ehe Thomas Howard, 4. Duke of Norfolk. Deren ältester Sohn Lord Thomas Howard wurde 1597 zum Baron Howard de Walden und 1603 zum Earl of Suffolk ernannt.

## Ehen und Nachkommen

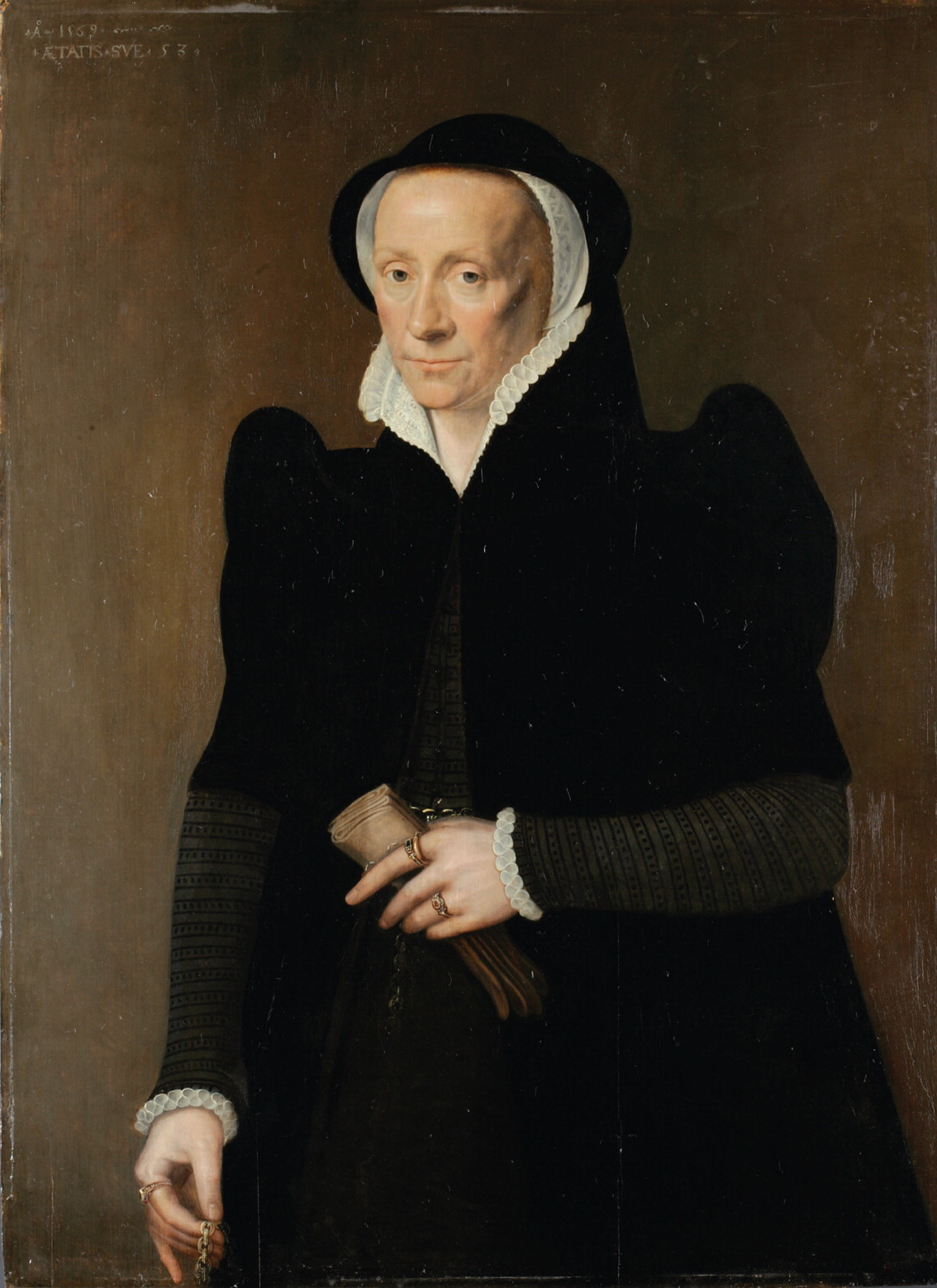
Lady Elizabeth Grey, die zweite Ehefrau von Thomas Audley (1569)

In erster Ehe heiratete er Christina (oder Margaret) Barnardiston († 1538), Tochter von Sir Thomas Barnardiston, Gutsherr von Kedington in Suffolk. Die Ehe blieb kinderlos.
In zweiter Ehe heiratete er 1538 Lady Elizabeth Grey, Tochter von Thomas Grey, 2. Marquess of Dorset. Der Ehe entstammten zwei Töchter:
- Hon. Margaret Audley (1539–1564), ⚭ (1) Sir Henry Dudley, ⚭ (2) Thomas Howard, 4. Duke of Norfolk;[2]
- Hon. Mary Audley (* vor 1544), unverheiratet.